# Angélique-Nicole Carlier
Angélique-Nicole Carlier, également connue sous le nom de Madame Tiquet, née à Metz, le 17 juin 1657, jugée  pour avoir tenté à plusieurs reprises d'assassiner son mari, exécutée place de Grève à Paris, le 19 juin 1699, est une femme qui marqua l'histoire par son procès et les conditions sordides de son exécution. De nombreux écrits posthumes relatèrent son infortune sous différents jours, ce qui contribua à forger sa légende.

## Éléments biographiques
Angélique-Nicole Carlier est née à Metz, le 17 juin 1657. À sa naissance, son père, Pierre Le Carlier, est un riche imprimeur-libraire sur la place de Metz,. Il a ensuite été l'un des premiers commis de Michel Le Tellier. Il avait épousé, le 7 septembre 1652, Geneviève Picot, veuve de Louis Vitré. Le 9 mars 1653, le roi le nomme correcteur des comptes et le charge de missions diplomatiques et militaires,.
Le couple a deux enfants, la maman meurt précocement. Son père meurt lorsqu'Angélique-Nicole est dans sa quinzième année. Elle et son frère cadet, Philippe, né en 1653,, sont désormais orphelins et héritent chacun d'un demi-million de francs. On la dit « belle, spirituelle et gracieuse ».
« De bonne heure, elle ajouta au lustre de sa famille par sa beauté et ses grands airs. L'âge ne fit qu'augmenter ses charmes tandis que son esprit faisait merveille. Les galants, avertis, venaient de loin pour la voir, et la mâtine eut bientôt à ses pieds toute la jeunesse et même les barbons, tous plus ardents à lui plaire. La jeune demoiselle Carlier s'émerveillait de tant d'empressement. »

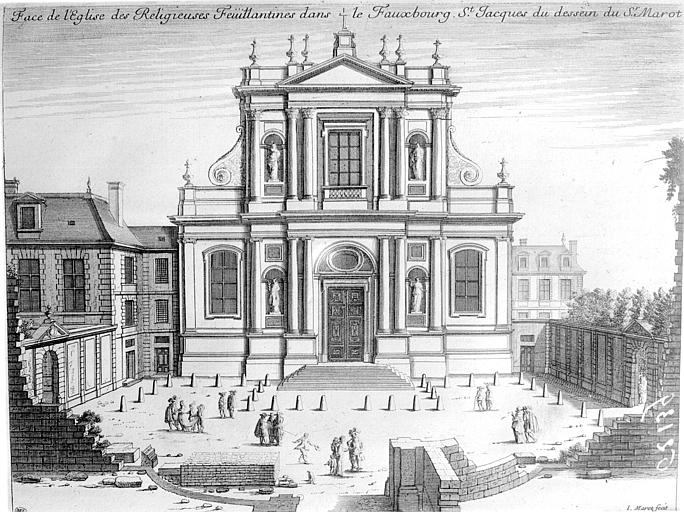
L’église du Couvent des Feuillantines détruite en 1792.

C'est une tante qui devient alors sa tutrice. Un conseiller du Parlement de Paris, Claude Ticquet, se rapproche de celle-ci, n'étant pas avare de cadeaux pour la tante, il lui offre ainsi une somme de 4 000 francs et ne tarde pas à briguer la main de sa pupille.
Claude Tiquet est conseiller du roi, substitut du procureur général. Il était l'unique héritier de l'honorable marchand-drapier, Jacques Tiquet, bourgeois de Paris demeurant rue Saint-Anthoine. Son grand-père, lui-même drapier était installé à Beauvais. Sa mère meurt en février 1670. À sa mort, son père lui laisse une fortune considérable qu'il ne tardera pas à dilapider.
À cette époque, Angélique-Nicole réside au couvent des Feuillantines. Le « plus du tout jeune » Claude Tiquet, menait grand train et ne lésinait pas en cadeaux pour séduire sa promise. Le jour de sa fête, il lui fait porter un bouquet où se distinguent des fleurs en diamant d'une valeur de 15 000 livres,. Le mariage entre Claude Tiquet, âgé de plus de quarante ans et Angélique-Nicole Carlier est célébré à Paris, le 12 février 1676, Angélique-Nicole est alors âgée de 18 ans.

### Madame Tiquet

Les armoiries de Claude Ticquet

Le couple s'installe Rue des Saints-Pères. Les trois premières années de mariage se déroulent dans une certaine félicité, deux enfants naissent de cette union, une fille et un garçon. Ensuite, l'humeur « grondeuse » du mari et ses revers de fortune qui se révèle être bien moins importante qu'annoncée contribuent à ternir les relations conjugales. C'est ainsi, qu'avec amertume, Angélique-Nicole découvre que la fortune de son mari qui devait au moins égaler la sienne, n'existe pas; qu'il a mené grand train et dilapidé ses avoirs pour amadouer la tante et obtenir ainsi sa nièce en mariage; et qu'aujourd'hui, seul le fruit de son travail lui permet de subvenir à ses besoins. La déconvenue est cinglante pour Madame Tiquet qui aime tant le faste.
« Ils découvrirent assez promptement combien l'un et l'autre s'étaient abusés, lui sur la vertu de sa femme, elle sur la richesse de son mari. »
La situation financière de son mari éventée, Angélique-Nicole se rapproche d'un capitaine des gardes du roi , ami de son frère : le comte de Montgeorges, Gilbert Gaulmyn II, fils de Gilbert Gaulmin qui était lieutenant criminel, avocat général au Grand-conseil, doyen des Maîtres des requêtes, conseiller d'État. Le fils d'abord sous-lieutenant aux gardes s'illustre à Valcourt, lors de la Bataille de Steinkerque et lors de celle de Neerwinden où il se couvre de gloire.

Le couple ne tarde pas à être amant car comme l'écrivait Jean de La Bruyère dans Les Caractères et à propos des femmes : 

« Je ne comprends pas comment un mari qui s’abandonne à son humeur et à sa complexion, qui ne cache aucun de ses défauts, et se montre au contraire par ses mauvais endroits, qui est avare, qui est trop négligé dans son ajustement, brusque dans ses réponses, incivil, froid et taciturne, peut espérer de défendre le cœur d’une jeune femme contre les entreprises de son galant, qui emploie la parure et la magnificence, la complaisance, les soins, l’empressement, les dons, la flatterie. »

Une idylle ne tarde pas à se nouer avec le capitaine. Tandis que les créanciers de son mari sont à ses trousses, Angélique-Nicole, pour mettre les siens à l'abri, demande une séparation de biens. Le mari découvre l'infidélité de sa femme et obtient une lettre de cachet. Mais le mari ne pouvant se résoudre à faire enfermer son épouse tente de lui faire recouvrer la raison allant même jusqu'à la menacer de faire exécuter le pli signé de la main du ministre. Elle se saisit alors de la lettre pour la jeter au feu.

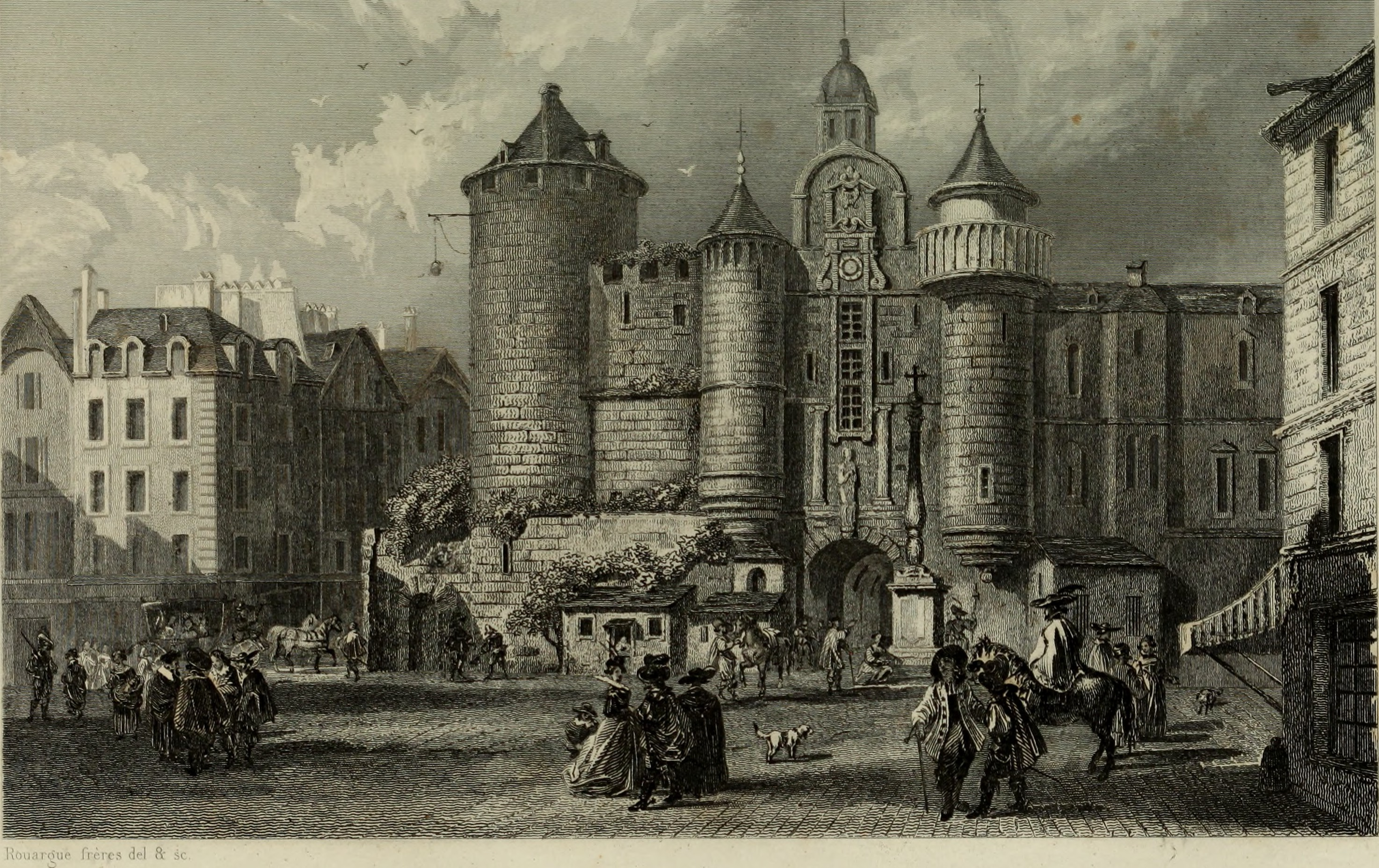
Le Grand Châtelet de Paris (gravure du XIXe siècle par Amans-Alexis Monteil).

Devenant chaque jour un peu plus la risée de Paris qui fourmille de quolibets à son encontre, monsieur Tiquet tente, en vain, d'obtenir une nouvelle lettre de cachet. La situation est à ce point délitée que le Châtelet prononce finalement la sentence de séparation de biens.
Le couple continue cependant à habiter sous le même toit. Ne se croisant qu'aux moments des repas, ils ont chacun leurs appartements. Angélique-Nicole fait régulièrement encore l'objet de remontrances, de reproches et de brusqueries de la part de son mari tant et si bien qu'elle lui voue désormais une haine tenace tant il incarne à ses yeux un rôle de geôlier la brimant de toute liberté. Elle en arrive ainsi à concevoir un projet d'assassinat pour recouvrer la pleine possession de sa destinée.
Pour mener son projet à son terme, il lui faut un complice qu'elle trouve en la personne de son portier, Jacques Mourra, qu'elle amadoue par l'argent et peut-être même par d'autres faveurs, laissera entendre son procès. Il faut à ce dernier également un complice qu'il trouve en la personne d'Auguste Cattelain. Ce serviteur avait pour profession « d'initier les étrangers aux délices et ragoût de la capitale du royaume ».  Mais, coup de théâtre, tandis que des hommes de main sont sur le point de molester Monsieur Tiquet en rue, Angélique-Nicole renonce à ses plans, annule l'opération et rétribue grassement ses deux complices les enjoignant au silence éternel sous peine de leur vie.
Ignorant tout de ce à quoi il avait échappé, Monsieur Tiquet continue avec acrimonie et jalousie de vilipender sa femme. Il interdit au portier, Jacques Mourra, de laisser entrer dans sa demeure le capitaine de Montgeorges mais ce dernier, tout acquis à la cause de sa femme, n'obtempère pas et laisse les deux tourtereaux vivre leurs amours. Monsieur Tiquet s'en aperçoit et congédie le portier. À cette époque, le soir venu, il ferme la demeure à clef obligeant quiconque à passer par lui pour entrer ou sortir de l'habitation mais là encore, le stratagème n'empêcha pas les amants de se voir. La haine qu'Angélique-Nicole nourrit à l'encontre de son mari ne s'en trouve qu'à nouveau renforcée, si bien qu'elle décide de se charger elle-même de cette basse besogne et de concocter un bouillon empoisonné qu'elle fait porter à son mari par son valet de chambre. Ce dernier, subodorant l'intrigue et ne voulant pas en être complice, fait mine de trébucher et répand sur le sol le brouet criminel. À la suite de cet épisode, il demande et obtient son congé.

### L'Affaire Tiquet
Le 8 avril 1699, comme à son habitude, Monsieur Tiquet prend son repas du soir chez Monsieur Vilmain, son voisin, il le quitte un peu tard et regagne son domicile. En chemin, il est accosté par deux individus, l'un d'eux l'interpelle : « Te voilà, il y a longtemps que je t'attends, il faut que tu meures ». Il tire ensuite deux coups de pistolet qui atteignent Monsieur Tiquet tandis que le second complice dégaine son épée et frappe l'infortuné à plusieurs reprises.

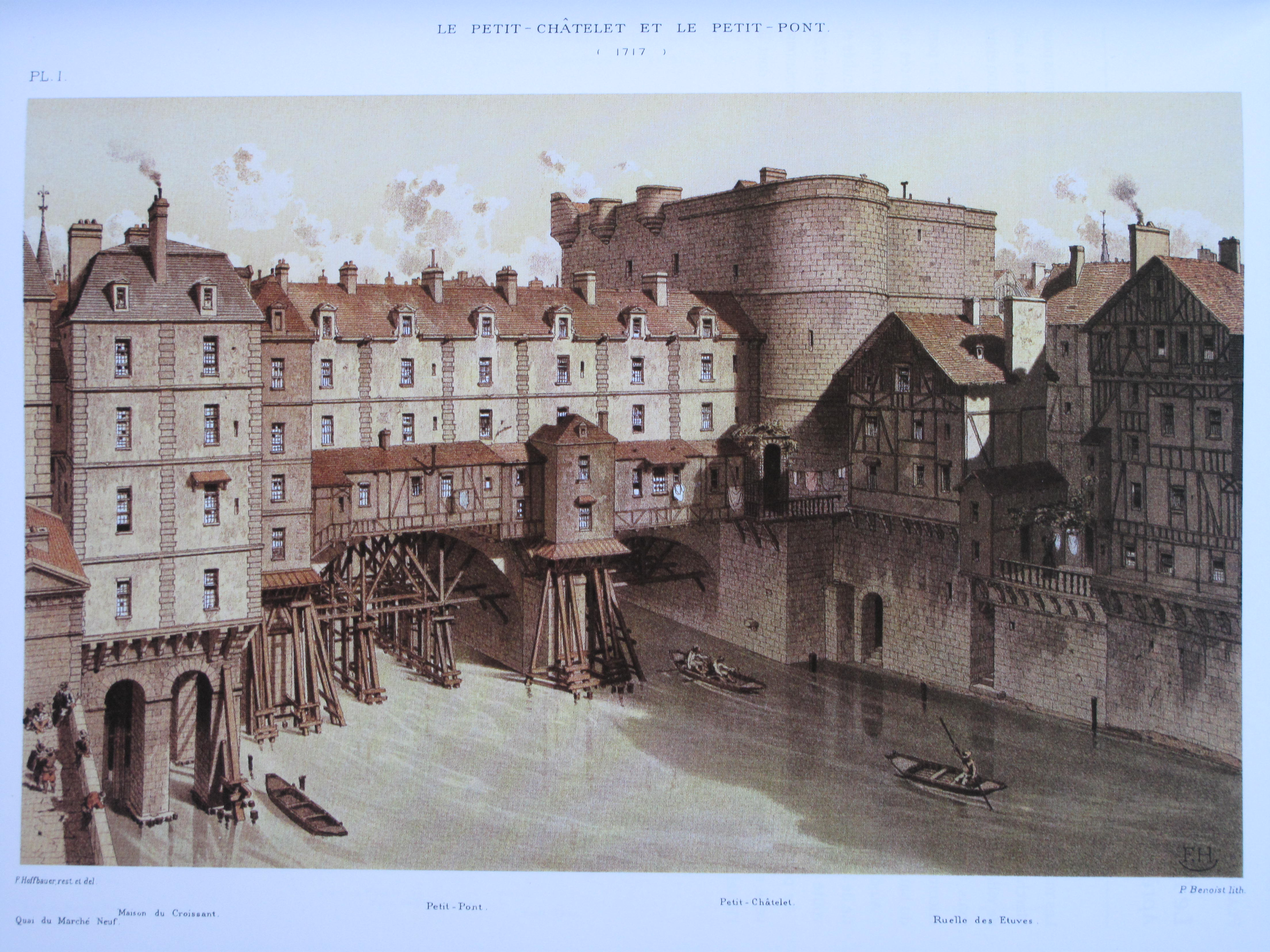
Le Petit pont et le Petit Châtelet en 1717.

Les domestiques, alertés par le bruit, viennent au secours de Monsieur Tiquet qui est reconduit chez Monsieur de Vilmain. Quelque temps plus tard, Madame Tiquet, accompagnée de son fils souhaitent prendre des nouvelles du père et mari. Monsieur de Vilmain s'y oppose "pour ne pas aggraver son état". Le lendemain, son état est stable et il peut-être entendu par l'agent de quartier qui enregistre sa plainte au travers de laquelle, il autorise le lieutenant-général de police à enquêter sur les faits.
Les témoignages de Claude Ticquet, des domestiques et des voisins ont tôt fait d'orienter les suspicions sur Madame Tiquet et le portier, Jacques Mourra, contre lequel, Monsieur Tiquet avait déposé une plainte deux jours plus tôt pour vol et revente de denrées alimentaires. Angélique-Nicole Carlier est arrêtée quatre jours après les faits et le Châtelet, diligente le lieutenant criminel Jacques Dessita accompagné d'une troupe d'archers pour y procéder.
Elle lui dit calmement : « Vous pouviez, Monsieur, vous dispenser de venir avec une si grande escorte, je vous attendois de pied ferme, je n'avois garde de m'enfuir; je vous aurois suivi, quand vous auriez été seul ». Elle est emmenée à la prison du Petit Châtelet.
Arrivée au Châtelet, Angélique-Nicole constate rapidement qu'Auguste Cattelain est venu déposer librement. Il explique que, trois ans auparavant, elle lui avait donné de l'argent pour assassiner son mari et que le portier étoit également du complot. Jacques Mourra à la suite de cette déposition est également arrêté, il nie cependant toute participation. Angélique-Nicole clame son innocence, invoque une machination ourdie par son mari qui aurait soudoyé Cattelain pour de faux aveux. Elle ne voit que fables dans ce premier méfait avorté et assure ignorer tout du second.

#### L'instruction
L'instruction débute et la culpabilité de la prévenue chemine tant pour la justice que pour l'opinion publique. Angélique-Nicole Carlier est transférée au Grand Châtelet. Dès le début de l'affaire, le Marquis de Dangeau qui tient son Journal de la cour et le Marquis de Sourches font écho de la nouvelle qu'ils commentent. Le journal de langue française, bien que publié aux Pays-Bas, Histoire journalière en fait également état une semaine plus tard. Cette presse mondaine suivra l'affaire durant plusieurs semaines. Une chanson populaire circule même en ville : 

« En vain on croit la réduire.
Plaintes ne l'a font que rire,
Et si l'on prétend gronder
On se fait assassiner. »

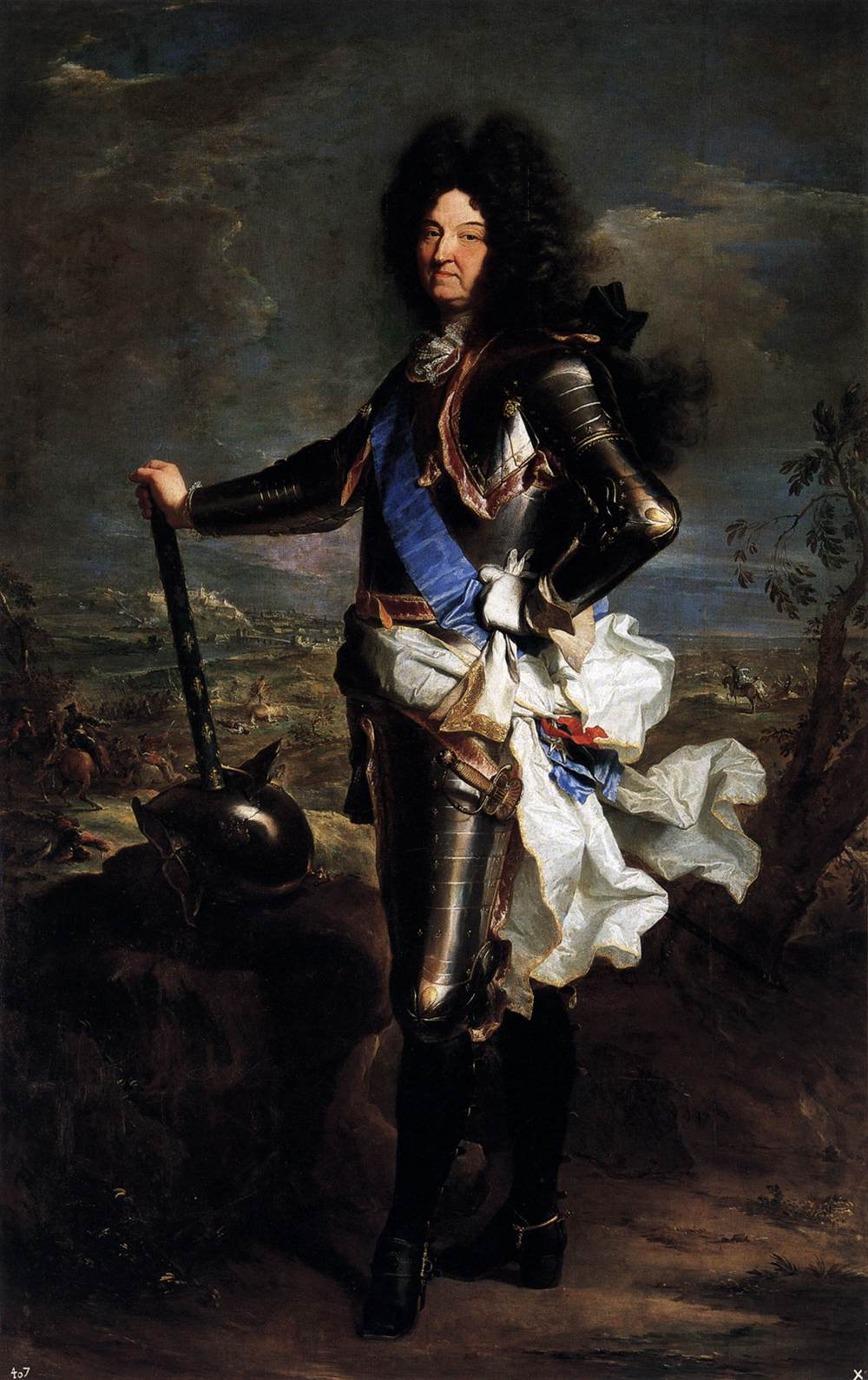
Louis XIV par Hyacinthe Rigaud en 1701.

Le Capitaine de Montgeorges est assez rapidement mis hors de cause tant par la justice que par la rumeur dont le capitaine s'était, toujours selon la gazette publiée en Hollande, cependant plaint en audience privée auprès du Roi qui l'avait informé ne pas vouloir s'impliquer dans l'affaire qui était désormais entre les mains de la justice. Des rumeurs infondées circulent. On aurait arrêté l'un des auteurs à Tours ou encore, qu'Angélique-Nicole Carlier aurait tenté d'attenter à ses jours. On apprend également dans l'Histoire journalière du 18 mai 1699 que Claude Ticquet a déposé une plainte pour adultère à l'encontre de son épouse « pour empêcher la confiscation de son bien en cas qu'elle soit convaincue de l'avoir voulu faire assassiner ».

« Il est prouvé au procès qu'on accusa de complicité Claude Desmarques, soldat au régiment des gardes; Philippe Langlet, dit Saint-Germain et Claude Roussel, tous deux domestiques de la dame Tiquet; Jeanne Lemmirault, et Marie-Anne Lefort, femme de chambre; Jean Desmarques, pauvre gentilhomme, ci-devant employé dans les gabelles en Poitou; Jeanne Bonnefond, fille débauchée (maîtresse du conseiller Tiquet); Madeleine Millotet, veuve de Léon, écuyer, autrement dite la Châtelain ; Marguerite le Fèvre, cuisinière de la dame Tiquet; Jean Loiseau, son cocher; Marie Biarche, femme de René Chesneau Grandmaison, soldat dans la compagnie des grenadiers de Montgeorges ; Grandmaison ; Seigneur, neveu de ce dernier; Saint-Jean, soldat, et trois individus que la justice ne put saisir. »

Ces 15 personnes furent entendues dans le cadre de cette instruction dont les quatre soldats appartenant à la compagnie de Monsieur de Montgeorges. Rien ne put être retenu à l'encontre d'Angélique-Nicole Carlier, aucune preuve, aucun témoignage accablant. Les chefs d'accusation durent donc être abandonnés pour ce qui concerne l'attentat qu'avait subi son mari le 8 avril 1699. Restait cette accusation de tentative d'homicide avortée dont Auguste Cattelain avait fait mention dans sa déposition. Cette seule accusation de machination en vue de perpétrer un meurtre suffisait, depuis l'ordonnance de Blois de 1579, confirmée par le code criminel édicté par Louis XIV en 1670, à conduire à l’échafaud.
Angélique-Nicole Carlier, durant toute l'instruction ne démord pas de son innocence. Elle n'avouera ses crimes que sous la torture, le matin de son exécution.

#### Condamnation et exécution
Sur la seule foi du témoignage du domestique Auguste Cattelain, Angélique-Nicole Carlier et Jacques Mourra furent condamnés, lui à la pendaison, elle, à la décapitation. L'arrêt de mort est rendu 4 juin 1699. Les sentences de mort prononcées au Châtelet connaissent automatiquement un appel et sont soumises à la cour royale d'appel de Paris.

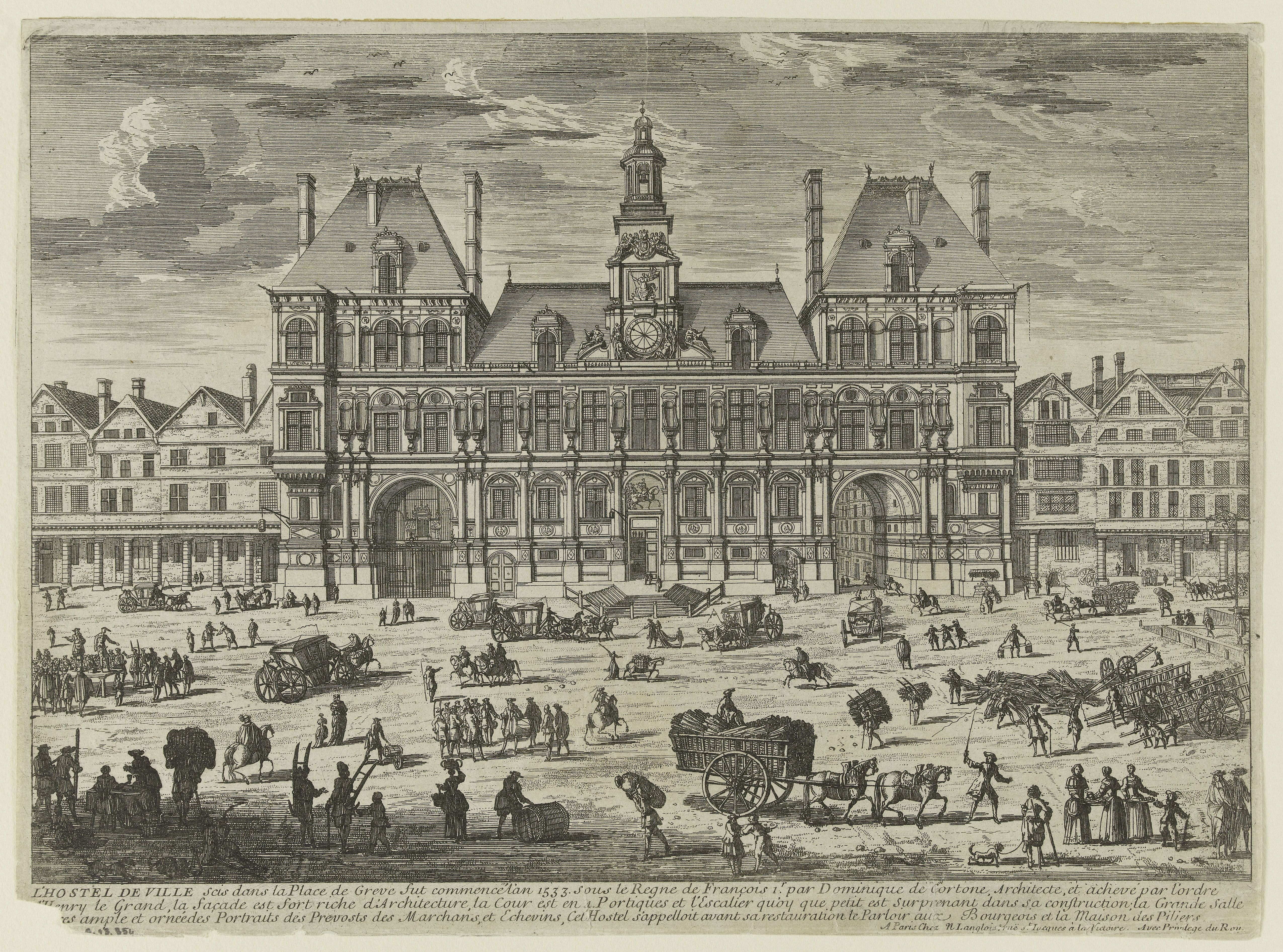
La Place de Grève par Adam Pérelle vers 1660.

Durant ce laps de temps, son frère, Philippe, et son ami, le capitaine de Montgeorges multipliaient les démarches afin d'obtenir sa grâce, ils étaient sur le point d'y parvenir lorsque l'Archevêque de Paris, Louis-Antoine de Noailles obtint davantage de rigueur et d'intransigeance du Roi, Louis XIV, au motif que « Le grand-pénitencier n'entend autre chose chaque jour que la confession de grandes dames qui s'accusent d'avoir attenté à la vie de leurs époux. »
Claude Tiquet se rend également chez le Roi pour obtenir la grâce de sa femme: « — J'implore votre clémence, disait-il, ne soyez pas plus sévère que Dieu même, qui pardonne au repentir. Je pardonne, sire, et mes enfans (sic) lèvent en faveur de leur mère leurs mains pures et innocentes vers vous. ». Le Roi souhaitant marquer les esprits demeure inflexible. Claude Tiquet change alors d'attitude et demande au Roi que les avoirs de sa femme soient saisis et qu'ils lui soient remis, ce qu'il obtient finalement.
Tous les recours en grâce ayant échoué, la sentence est confirmée le 17 juin, Angélique-Nicole Carlier à 42 ans ce même jour:

« Vu par la Cour le procès criminel, fait au Châtelet par le prévôt de Paris et son lieutenant criminel, à la requête de messire Claude Tiquet, conseiller en ladite Cour, demandeur et accusateur, contre dame Angélique-Nicole Carlier, son épouse, Jacques Moura, ci-devant portier de ladite dame, et Auguste Cattelain, servant les étrangers... Vu la sentence rendue, par laquelle ladite Carlier et ledit Moura auraient été déclarés dûment atteints et convaincus d'avoir, de complot ensemble, médité et concerté de faire assassiner ledit sieur Tiquet, et, pour parvenir audit assassinat, fourni à plusieurs fois différentes audit Cattelain , les sommes de deniers mentionnées au procès; pour réparation de quoi, et autres cas, condamne, savoir : ladite Carlier, d'avoir la tête tranchée sur un échafaud qui, pour cet effet, sera élevé en la place de Grève, et ledit Moura, pendu et étranglé, tant que mort s'ensuive, à une potence , plantée en ladite place de Grève; son corps mort y demeurera vingt-quatre heures, puis sera porté au gibet de Paris. Leurs biens confisqués au profit du roi, sur iceux préalablement pris la somme de 1o,ooo livres au profit du roi […]. »

Par le même arrêt, Auguste Cattelain sauve sa peau mais est condamné aux galères perpétuelles. Les deux condamnés doivent encore être soumis à la question ordinaire et extraordinaire afin de reconnaître les faits et de livrer d'éventuels complices. Le 19 juin 1699 à cinq heures du matin, Angélique-Nicole Carlier est transférée à la conciergerie et conduite à la chambre de la question. Le lieutenant criminel Dessita la fait mettre à genoux et ordonne au greffier que lui soit lu son arrêt qu'elle écoute sans broncher. Lorsque Dessita l'invite à la fermeté et à accepter ce "calice", elle lui répond que la peur de quelques tourments ne lui arracherait pas l'aveu d'un crime dont elle était innocente.
Soumise à l'épreuve du pot d'eau, elle finit cependant par demander quartier et avouer son crime.

« Enquise par qui l'assassinat a été commis sur la personne de son mari, au premier pot d'eau, nie; au deuxième pot d'eau, ne dit rien davantage ; au troisième pot d'eau, signale Grandmaison; au quatrième pot d'eau, dit : « Ah ! mon Dieu »; au cinquième pot d'eau, dit qu'elle n'en peut plus; au sixième pot d'eau, n'a rien dit ; au septième pot d'eau, dit qu'elle a dit la vérité; au huitième pot d'eau, n'a rien dit. Ce faict, a esté déliée et mise sur un matelas, devant le feu. »

Elle reconnait ainsi avoir donné 20 Louis d'or au portier pour arranger l'affaire avec un sergent des grenadiers de la même compagnie que le capitaine de Montgeorges, lequel sergent a recruté deux neveux du même régiment pour attenter à la vie de Claude Tiquet.

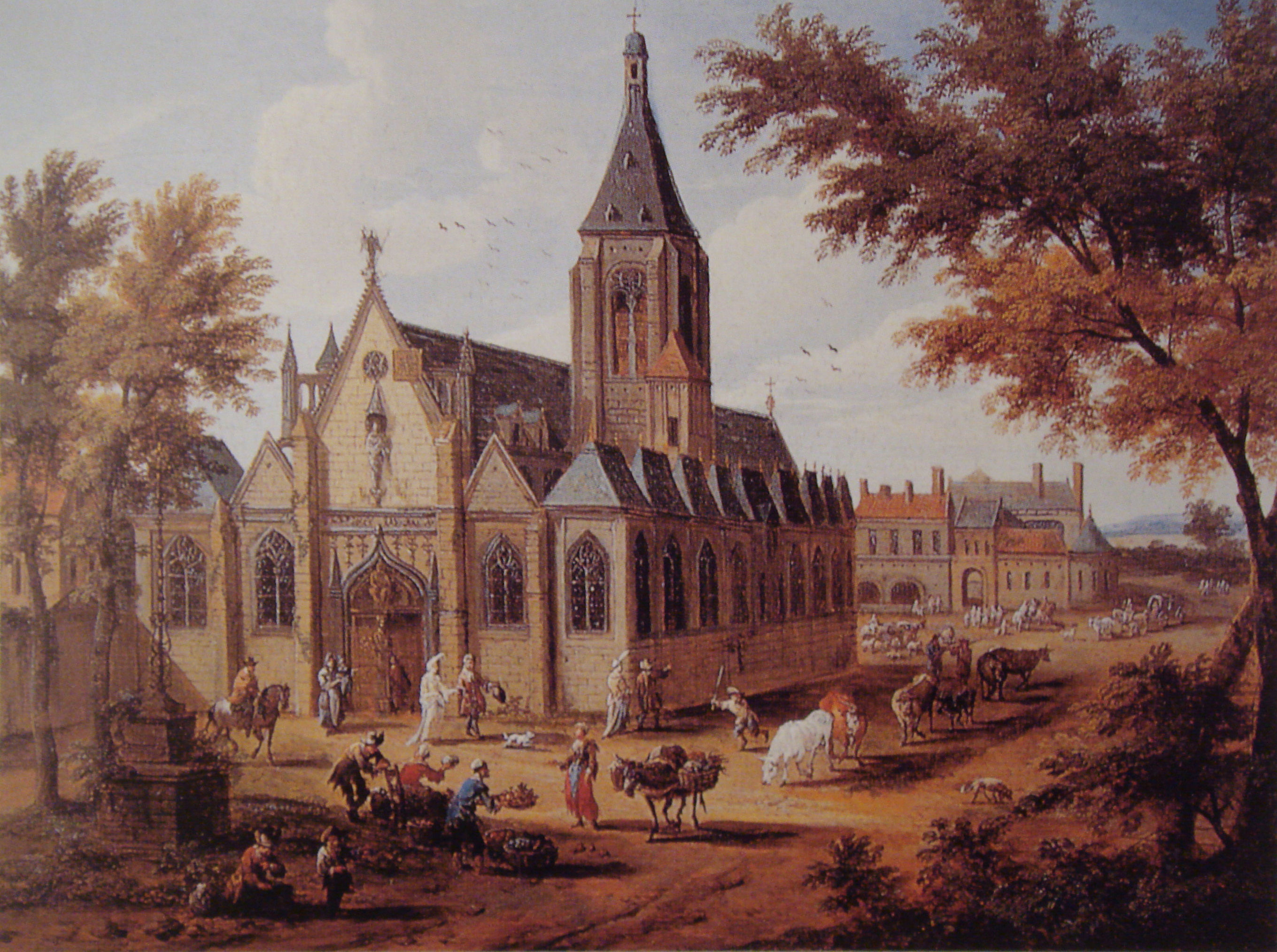
L'ancienne Église Saint-Sulpice de Paris au XVIIe siècle

Le Lieutenant Dessita lui demande également si le capitaine de Montgeorges est lui aussi impliqué dans l'affaire. Le Marquis de Sourches lui fait dire « parce qu'ils savoient bien que, s'ils lui en eussent découvert quelque chose, il n'auroit pas manqué de les en empêcher, étant trop honnête homme pour souffrir une affaire de cette nature ». Anne-Marguerite Petit du Noyer dans ses Lettres Historiques et Galantes lui fait donner une autre réponse: « Oh! non, répondit-elle avec effusion, je n'ai eu garde de lui en faire confidence; j'aurais perdu son estime et son amour. »
Monsieur de la Chétardie, curé de Saint-Sulpice, entendait alors Angélique-Nicole Carlier qui lui demande de veiller à ce qu'elle obtienne le pardon de son mari et de Jacques Mourra qu'elle entraînait malgré lui dans cette affaire.
Le 19 juin 1699 vers cinq heures du soir, vêtue de blanc, portant une coiffe légèrement baissée sur les yeux, elle traverse sur un tombereau la place de Grève assise au côté du curé la Chétardie. Elle tente de réconforter Jacques Mourra qui, assis devant elle, succombe au désespoir.
« Tout Paris, pour la voir, était dans les rues. Jamais une foule pareille n'avait été réunie, au moins pour un pareil événement. La presse était si grande que plusieurs personnes se trouvèrent mal, d'autres furent étouffées. A toutes les fenêtres des maisons, le long du parcours de la funèbre charrette, hommes, femmes, les bourgeois, les grands, le peuple, se bousculaient pour voir la criminelle. Et chacun s'émerveillait de sa beauté. Quelques-uns, tant, comme l'a marqué Diderot, le sentiment public est errant et versatile, grondaient à présent contre l'exécution Mme Tiquet. »
Ils arrivent en vue de l'échafaud lorsqu'un violent orage éclate obligeant de surseoir à l'exécution pendant trois-quarts d'heure, l'obligeant à regarder cette mortelle estrade et ce carrosse noir auquel on avait attelé ses propres chevaux et destiné à recevoir bientôt sa dépouille.
Jacques Mourra est d'abord pendu devant elle, elle tressaille un instant mais demeure ferme. Elle monte ensuite à l'échafaud, dispose sa coiffure sur le côté et dépose sa tête sur le billot l'offrant au glaive du bourreau. Tant de détermination, de force et de beauté, trouble le jeune bourreau qui doit s'y reprendre à trois reprises pour exécuter son cruel office, et au moment que sa tête fut féparée de son corps, un cri universel s’éleva de tous côtés. La tête coupée, finalement décollée du tronc, est exposée sur l’echaffaud, tournée vers l'hôtel de ville comme moyen de dissuasion. 
Après l'exposition elle a été discrètement inhumée au Cimetière de Saint-Sulpice. Son mari fait dire une messe à l'église.
L'auteur et juriste, François Gayot de Pitaval fait la description suivante de sa montée sur l'échafaud:

« Lorsqu'il fallut monter sur l'échafaud , elle tendit la main au Bourreau, afin qu'il lui aidât. Avant que de la lui présenter , elle la porta à la bouche, ce qu'elle accompagne d'une inclination de tête par une civilité qui montroit qu'elle étoit bien éloignée d'avoir pour lui de l'horreur. Quand elle fut sur l'échaffaud, elle baisa le billot ; on auroit dit qu'elle avoit étudié son rôle, elle accommoda ses cheveux , sa coëffure dans un moment et se mit dans l'attitude qu'il falloit. Elle fit tout cela en se possédant parfaitement, comme si elle eût joué une comédie. Le Bourreau étoit si troublé, qu'il manqua trois ſois son coup, et au moment que sa tête fut séparée de son corps , un cri universel retentit de tous côtés. Ainsi mourut Madame Tiquet en Héroïne Chrétienne, suivant le témoignage que lui rendit le Curé de Saint-Sulpice
On laissa quelque tems la tête de Madame Tiquet sur l’echaffaud, sans doute afin que ce spectacle s’imprimât profondément dans l’esprit des femmes mariées présentes à cette exécution, qui pourroient être tentées de commettre un si grand crime. Cette tête était tournée vers l'Hôtel-de-Ville. Une dame qui a fait une relation de cette mort tragique , madame Dunoyer, dit que rien n'était plus beau que cette tête, et qu'elle en fut éblouie. Quoique Madame Tiquet eût alors quarantedeux ans, elle avait conservé l'éclat de sa beauté ; et comme elle mourut dans toute sa force et sa vigueur, la mort dans ces premiers instans semblait n'avoir rien éteint sur son visage. . »

« Pendant ce temps-là, Montgeorges était à Versailles, et se promenait tristement dans le Parc. Le Roi lui dit le soir qu'il était ravi que madame Tiquet l'eût justifié dans le public, et il l'assura qu'il ne l'avait jamais soupçonné. Montgeorges remercia le Roi, et lui demanda un congé de huit mois pour aller voyager hors du royaume, et s'éloigner de tous les objets qui pouvaient rappeler sa douleur. »

### L'oraison funèbre de Madame Tiquet
L'affaire Tiquet restera dans les annales parce qu'elle marque son temps et suscite de nombreux écrits, des essais, des pamphlets, une oraison funèbre est rédigée par l'abbé François Gastaud qui exerçait également une fonction d'avocat au Parlement d'Aix : « Oraison funèbre de Madame Tiquet », elle est publiée en 1699. François Gayot de Pitaval la republie en 1736 en disant d'elle qu'elle est « Moitié panégyrique, moitié satire. ». L'oraison de Madame Tiquet se propose en effet d'établir un portrait sans concession d'Angélique-Nicole Carlier pour ce qui concerne sa vie dissolue mais magnifie son comportement et son évolution spirituelle lors des dernières heures de sa vie. L'auteur donne à son oraison le sous-titre "spiritu magno vidit ultima" (elle a vu la mort avec grandeur d'âme). Il dit d'elle: 

« Angélique Carlier n'étoit pas faite pour les conduites ordinaires, et que soit vice, soit vertu dans elle, tout devoit être marqué à un caractère de grandeur qui lui fut propre,. »

Il n'en faut pas davantage pour que le Père François Chauchemer, moine et docteur à la Sorbonne, réagisse à travers son ouvrage: « Discours moral et chrétien sur la vie et la mort de Madame Tiquet » également paru en 1699. Chauchemer utilise un procédé littéraire courant à cette époque, il s'adresse à une connaissance fictive qui l'aurait interpelé pour recueillir son avis à propos de l'oraison funèbre de Madame Tiquet écrite par François Gastaud. L'auteur ne peut accepter la supposée conversion d'Angélique-Nicole Carlier durant les six heures à peine qui séparent ses aveux et son exécution, il remet même en question le fait qu'elle fut morte en chrétienne. Son comportement sur l'échafaud doit trouver son explication non dans sa spiritualité mais plutôt dans sa fierté, son arrogance et son caractère démonstratif. Loin de susciter l'admiration, sa fin doit inspirer au croyant la crainte de Dieu et le respect de ses volontés.
François Gastaud - ou quelqu'un écrivant sous ce nom - lui répond la même année à travers un pamphlet: « Lettre à Madame de P. ». Il y reconnait avoir écrit l'oraison "par amusement" et qu'il se garderait bien de recommander la personne de Madame Tiquet comme modèle pouvant servir de guide spirituel mais néanmoins, il l'a écrit pour montrer que la noblesse de l'âme humaine peut trouver à s'exprimer en bien des endroits où on ne l'attendrait pas.
Un auteur anonyme publie, toujours en 1699: « Le Triomphe de la grâce, dans la conversion et la mort de Basilisse » qui reprend l'oraison funèbre et deux poèmes. Le premier, Basilisse dans sa prison est un long monologue où Angélique-Nicole Carlier s'adresse à Jésus et aborde la question du salut de l'âme en probable réponse aux écrits de François Chauchemer doutant de sa conversion.

« J'attens la Justice Divine,
Puisque chaque instant m'achemine,
Au coup fatal qui va trencher leurs cours.
Je le verray partir sans en etre étonnée,
Il terminera mes douleurs,
Viens, favorable coup, vient finir mes malheurs
En finissant ma destinée. »

Le second poème s'intitule « L’Ombre de Basilisse à son époux » où Madame Tiquet demande pardon à son mari pour les souffrances qu'elle lui a fait endurer.

## Archives

Actes relatifs à Angélique Nicole Carlier
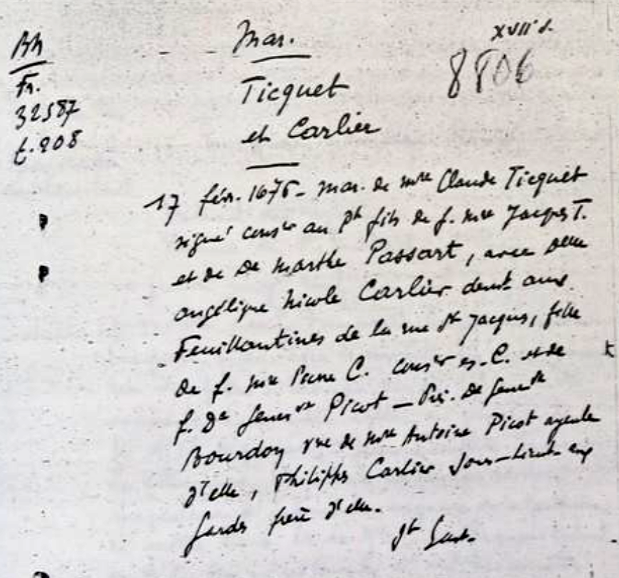
Acte de mariage d'Angélique Nicole Carlier et de Claude Tiquet (Paris, 17 février 1676)
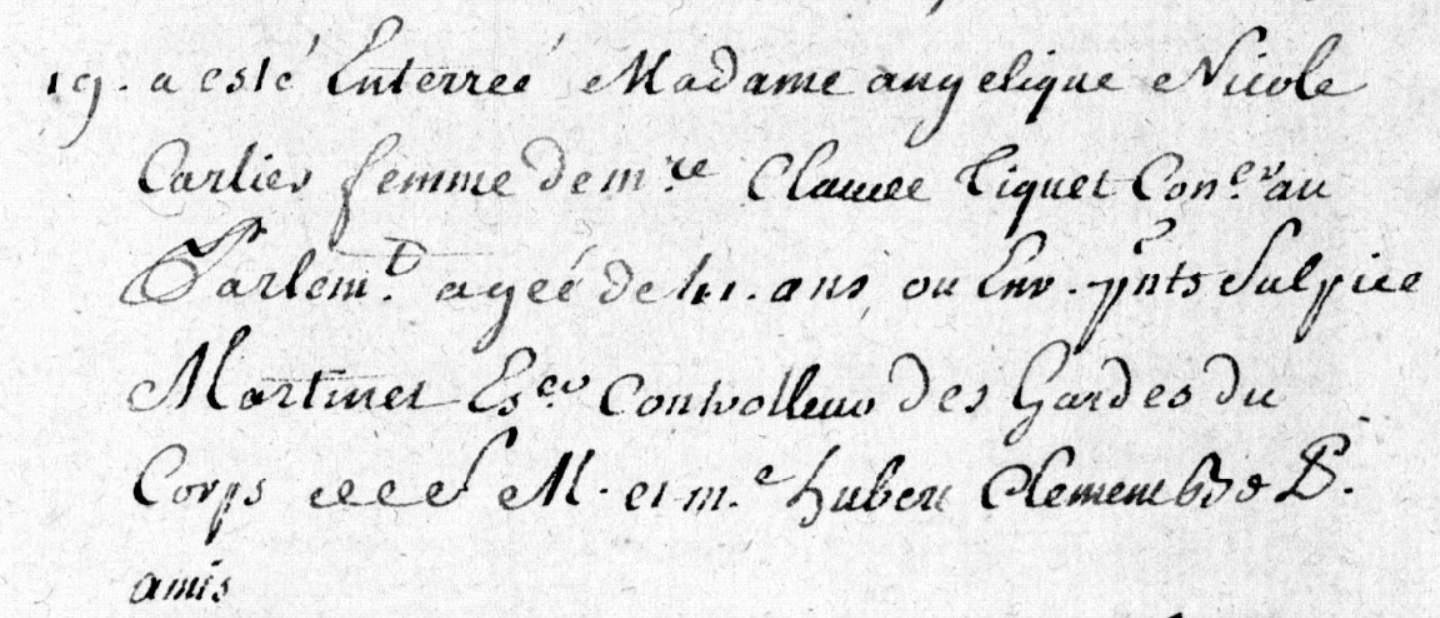
Acte de décès d'Angélique Nicole Carlier (Paroisse Saint-Sulpice, Paris, 19 juin 1699)

Après l'affaire, Claude Tiquet touche l'importante indemnité qu'il convoitait et se retire à Nogent-le-Rotrou où il meurt, le 3 février 1714.